# Г'юготон (Канзас)
Г'юготон, або Г'юґотон (англ. Hugoton) — місто (англ. city) в США, в окрузі Стівенс штату Канзас. Населення — 3747 осіб (2020).

## Географія
Г'юготон розташований за координатами 37°10′33″ пн. ш. 101°20′48″ зх. д. / 37.17583° пн. ш. 101.34667° зх. д. (37.175697, -101.346716).  За даними Бюро перепису населення США в 2010 році місто мало площу 4,52 км², уся площа — суходіл. В 2017 році площа становила 5,47 км², уся площа — суходіл.

### Клімат
| Клімат : Г'юготон                                      | Клімат : Г'юготон | Клімат : Г'юготон | Клімат : Г'юготон | Клімат : Г'юготон | Клімат : Г'юготон | Клімат : Г'юготон | Клімат : Г'юготон | Клімат : Г'юготон | Клімат : Г'юготон | Клімат : Г'юготон | Клімат : Г'юготон | Клімат : Г'юготон | Клімат : Г'юготон |
| Показник                                               | Січ.              | Лют.              | Бер.              | Квіт.             | Трав.             | Черв.             | Лип.              | Серп.             | Вер.              | Жовт.             | Лист.             | Груд.             | Рік               |
| Абсолютний максимум, °C                                | 27,8              | 31,1              | 33,9              | 37,2              | 40,0              | 44,4              | 42,8              | 42,2              | 40,0              | 35,6              | 32,2              | 28,9              | 44,4              |
| Середній максимум, °C                                  | 7,2               | 10,6              | 15,0              | 20,6              | 25,0              | 31,1              | 33,9              | 32,2              | 27,8              | 22,2              | 13,9              | 8,3               | 20,7              |
| Середня температура, °C                                | 0,0               | 2,8               | 7,2               | 12,2              | 17,8              | 23,3              | 26,1              | 25,0              | 20,6              | 13,9              | 6,1               | 1,1               | 13,1              |
| Середній мінімум, °C                                   | −8,3              | −5,6              | −1,7              | 3,9               | 9,4               | 15,6              | 17,8              | 16,7              | 11,7              | 4,4               | −2,8              | −7,2              | 4,5               |
| Абсолютний мінімум, °C                                 | −28,9             | −25,6             | −19,4             | −9,4              | −1,7              | 3,9               | 7,2               | 8,3               | −1,7              | −10,6             | −20               | −25               | −28,9             |
| Норма опадів, мм                                       | 11                | 10                | 33                | 42                | 76                | 72                | 68                | 52                | 42                | 30                | 22                | 11                | 469               |
| Днів з опадами                                         | 2,7               | 2,7               | 4,9               | 5,5               | 7,7               | 7,0               | 6,6               | 5,9               | 5,2               | 3,9               | 3,3               | 2,7               | 58,0              |
| Днів зі снігом                                         | 1,1               | 0,7               | 0,8               | 0,2               | 0                 | 0                 | 0                 | 0                 | 0                 | 0                 | 0,3               | 1,0               | 4,2               |
| ------------------------------------------------------ | ----------------- | ----------------- | ----------------- | ----------------- | ----------------- | ----------------- | ----------------- | ----------------- | ----------------- | ----------------- | ----------------- | ----------------- | ----------------- |
| Джерело: National Weather Service; The Weather Channel |                   |                   |                   |                   |                   |                   |                   |                   |                   |                   |                   |                   |                   |

## Демографія
Згідно з переписом 2010 року, у місті мешкали 3904 особи в 1413 домогосподарствах у складі 993 родин. Густота населення становила 863 особи/км².  Було 1560 помешкань (345/км²).
Расовий склад населення:
| - 87,0 % — білих - 0,8 % — корінних американців - 0,3 % — чорних або афроамериканців - 0,2 % — азіатів - 10,1 % — осіб інших рас |

До двох чи більше рас належало 1,6 %. Частка іспаномовних становила 36,4 % від усіх жителів.
За віковим діапазоном населення розподілялося таким чином: 30,3 % — особи молодші 18 років, 56,3 % — особи у віці 18—64 років, 13,4 % — особи у віці 65 років та старші. Медіана віку мешканця становила 33,6 року. На 100 осіб жіночої статі у місті припадало 98,8 чоловіків;  на 100 жінок у віці від 18 років та старших — 96,3 чоловіків також старших 18 років.
Середній дохід на одне домашнє господарство  становив 67 666 доларів США (медіана — 53 533), а середній дохід на одну сім'ю — 76 882 долари (медіана — 63 413). За межею бідності перебувало 23,9 % осіб, у тому числі 38,1 % дітей у віці до 18 років та 12,0 % осіб у віці 65 років та старших.
Цивільне працевлаштоване населення становило 1861 осіб. Основні галузі зайнятості: освіта, охорона здоров'я та соціальна допомога — 17,8 %, сільське господарство, лісництво, риболовля — 14,6 %, виробництво — 13,4 %.

## Відомі люди
У Г'юґотоні народився відомий актор Біллі Драґо.